# Spinixestus rufus
Spinixestus rufus is een hooiwagen uit de familie Assamiidae.